# Miami blues
Miami Blues és una pel·lícula estatunidenca dirigida per George Armitage, estrenada l'any 1990, amb Alec Baldwin, Fred Ward, Jennifer Jason Leigh i Charles Napier als papers principals. Es tracta d'una adaptació de la novel·la policíaca Miami Blues de l'escriptor americà Charles Willeford. Ha estat doblada al català.

## Argument
L'ex pres i lladre professional Frederick J. Frenger Jr. (Alec Baldwin) s'instal·la a Miami. Coneix Susie Waggoner (Jennifer Jason Leigh), una antiga prostituta. A l'aeroport, Frenger amaga la identificació i la pistola del sergent Hoke Moseley (Fred Ward). Es fa llavors passar per un policia de la ciutat per cometre les seves malifetes. Furiós, Moseley es llança a la seva persecució.

## Repartiment
- Alec Baldwin: Frederick J. Frenger Jr.
- Jennifer Jason Leigh: Susie Waggoner
- Fred Ward: Sergent Hoke Moseley
- Charles Napier: Sergent Bill Henderson
- Nora Dunn: Ellita Sanchez
- Obba Babatundé: Blink Willie
- Jose Perez: Pablo
- Paul Gleason: Sergent Frank Lackley
- Martine Beswick
- Buddy Joe Hooker
- Shirley Stoler
- Julie Caitlin Brown
- Bobo Lewis
- Kenneth Utt
- Gary Goetzman
- Edward Saxon

## Al voltant de la pel·lícula
- Una part d'aquest film ha estat rodat a la ciutat de Miami i al comtat de Miami-Dade a Florida.
- Entre d'altres artistes, es troba en la banda sonora del film peces de Norman Greenbaum, Freddie McGregor, Desmond Dekker, Highway 101, Hollywood Rose o The Forester Sisters.

## Premis
- Jennifer Jason Leigh rep dos premis a la millor actriu secundària per aquest film. L'un per l'associació Nova York Film Critics Circle l'any 1990, l'altre pel Boston Society of Film Critics en l'11a cerimònia dels premis Boston Society of Film Critics l'any 1991.